# 台31線
台31線（たいさんじゅういちせん）は、桃園市蘆竹区から新竹県湖口郷に至る台湾省道であり、計画段階では「高鉄橋下桃園段道路（こうてつはししもとうえんだんどうろ）」と呼ばれていた。

## 概要
- 全長：30.036k（未開通区間を除く）
- 起点：桃園市蘆竹区（台4線の交差地点）
- 終点：新竹県湖口郷（台1線の交差地点）
- 経由地：

## 歴史
| 年 | 月日 | 事跡 |
| -- | ---- | ---- |

## 通過する自治体
- 桃園市
  - 蘆竹区 - 大園区 - 中壢区 - 新屋区リ頭洲 - 桃園市楊梅区
- 新竹県
  - 湖口郷

## 接続する道路
- 高速道路
  - 大竹IC